# Olimpia Fulvia Morata
Olimpia Fulvia Morata (ur. 1526 w Ferrarze, zm. 26 października 1555 w Heidelbergu) – włoska poetka, humanistka.

## Życiorys
Przyszła na świat jako córka Fulvio Pellegrino Morato i Lucrecji (prawdopodobnie z rodziny Gozi). Ojciec był nauczycielem książąt z rodu d'Este i jako humanista miał bliskie stosunki z uczonymi Włochami. Olimpia uczyła się w rodzinnym domu pod okiem ojca i braci. Jeden z nich był znawcą greki, drugi medycyny i filozofii. W wieku 12 lat płynnie mówiła po grecku i łacinie. W wieku 14 lat znalazła się na katalogu sławnych współczesnych twórców. Z sukcesami samodzielnie uczyła się filozofii, teologii i literatury.
Została wezwana do pałacu książąt Este jako towarzyszka i instruktorka młodszej i uzdolnionej Anny d'Este, córki Renaty, księżnej Ferrary. Tam Olympia głosiła wykłady na temat dzieł Cycerona i Kalwina. Kontynuowała naukę z księżniczką Anną pod kierunkiem ojca Fulvio i dwóch braci z Niemiec, Johana i Chiliana Sinapich.
W 1546 powróciła do domu, by zaopiekować się chorym ojcem, a po jego śmierci poświęciła się edukacji rodzeństwa (miała co najmniej 2 braci i 2 siostry). Po śmierci ojca zainteresowała się religią i zwróciła się w stronę protestantyzmu luterańskiego. Kiedy w 1548 wróciła na dwór w Ferrarze, małżeństwo Anny d'Este z Franciszkiem, księciem de Guise, katolikiem, doprowadziło ją jako protestantkę do izolacji. Spędzała czas na studiowaniu filozofii i korespondowała z Gasparo Sardi, który zadedykował jej swój tekst De Triplici Philosophia.
W połowie 1549 lub pod koniec 1550 poślubiła studenta medycyny i filozofii Andreasa Grundlera ze Schweinfurtu w Bawarii. W 1554 towarzyszyła mu w podróży do rodzinnego miasta, gdzie został mianowany lekarzem garnizonu wojsk hiszpańskich. Zabrała ze sobą ośmioletniego brata Emilio. Podczas pobytu w Niemczech Olimpia uczyła brata. Zajęła się lekturą pism reformacyjnych, a w swoim domu stworzyła spotkań religijnych liderów Schweinfurtu. W 1553 miasto przejął margrabia brandenburski Albert. Po oblężeniu przez protestantów margrabia zarządził ewakuację. Olimpia z mężem uciekli z miasta. W trakcie tych wydarzeń wiele jej pism zaginęło.
W 1554 małżonkowie dotarli do Heidelbergu. Dzięki wpływom rodziny Erbachów, u której przebywali w gościnie, Grundler zaczął wykłady z medycyny. Olimpia uczyła studentów Uniwersytetu w Heidelbergu greki i łaciny. Choroba, którą złapała w Schweinfurcie, nie ustąpiła. Kilka miesięcy później Olimpia zmarła. Na krótko przed śmiercią została nominowana do objęcia katedry greki i literatury na miejscowym uniwersytecie i przedstawiona do odznaczenia poetica laureata.
W Niemczech uważano jej nazwisko za pseudonim naukowca mężczyzny. Stała się wzorem kobiety renesansu, wykształconą ikoną reformacji.
Została pochowana w kościele św. Piotra w Heidelbergu.
Mąż Olimpii zdołał uratować część jej prac i wysłać je do Celio Secondo Curione, profesora na Uniwersytecie w Bazylei i bliskiego przyjaciela ojca Olimpii. Curione opublikował trzy wydania prac Olimpii pt. Olympiae Fulviae Moratae foeminae doctissimae ac plane divinae orationes, dialogi, epistolae, carmina, tam Latina quam Graeca (1558, 1562, 1570). Kolejna edycja została wydana w 1580. Zachowane pisma Moraty to 52 listy (w większości po łacinie), 2 dialogi po łacinie, deklamacje na temat paradoksów stoickich Cycerona i "Pochwały Gajusza Mucjusza Scewoli" (po grecku i po łacinie), 11 wierszy (8 po grecku i 3 po łacinie) oraz przekłady 7 psalmów po grecku i 2 pierwszych opowiadań Dekameronu Boccaccia (po łacinie).

## Upamiętnienie
Na Uniwersytecie w Heidelbergu funkcjonuje program stypendialny jej imienia.